# Liste des consoles de jeux vidéo Sega

Logo officiel de Sega

Cet article dresse la liste des consoles de jeux vidéo Sega.
Sega est un éditeur de jeux vidéo et une société de développement de matériel de jeux vidéo dont le siège est à Tokyo, au Japon, avec de multiples bureaux à travers le monde. La société a produit des consoles de salon et des consoles portables depuis 1983 ; ces systèmes s’inscrivent de la troisième génération de console à la sixième. Sega est issue de la fusion du développeur de machines à sous Service Game et du fabricant de jeux d'arcade Rosen Enterprises en 1964, et produit des jeux d'arcade durant les deux décennies suivantes. Après un ralentissement du marché de l'industrie du jeu d'arcade dans les années 1980, la société se tourne vers le développement et l'édition de jeux vidéo et de consoles. La première console Sega est la SG-1000, sortie uniquement au Japon en 1983. Sega publie plusieurs variantes de cette console au Japon, dont la troisième, la Sega Mark III, est rebaptisée Master System et vendue dans le monde entier en 1985. Devant ce premier succès, la société va produire de nouvelles consoles : la Mega Drive en 1988, la console portable Game Gear en 1990, la Saturn en 1994 et la Dreamcast en 1998.
Sega a été l'un des principaux concurrents de Nintendo dans l'industrie de la console de jeu vidéo. Quelques-unes des premières consoles de Sega ont surpassé en matière de vente leurs concurrents sur des marchés spécifiques, comme la Master System en Europe. Plusieurs consoles ultérieures de l'entreprise ont cependant été des échecs commerciaux, et les pertes financières engendrées par l’échec de la console Dreamcast ont obligé l'entreprise à se restructurer en 2001. En conséquence, Sega a cessé de fabriquer des consoles et est devenue un développeur tiers de jeu vidéo. La seule console que Sega a produite depuis est la console éducative Advanced Pico Beena en 2005. Des variantes tierces de consoles de Sega ont été produites par des fabricants sous licence, même après que la production des consoles originales a fini. Beaucoup de ces variantes ont été produites au Brésil, où les versions de la Master System et de la Mega Drive sont encore vendues et des jeux pour ces dernières sont encore développés.

## Consoles
| Consoles | Dates de sortie                                   | Dates d’arrêt          | Génération | Ventes (en millions d'unités)                         | Notes | Photos |
| --- | ------------------------------------------------- | ---------------------- | ---------- | ----------------------------------------------------- | --- | ------ |
| SG-1000 | 15 juillet 1983                                   | juillet 1984           | 3e         |                                                       | - La première console de salon de Sega, créée dans le but de s'adapter à la transition de l'industrie du jeu d'arcade. - Également connue comme Sega Game 1000. - Fonctionne avec des cartouches de jeu vidéo. - Version ordinateur avec un clavier intégré qui utilise des Sega Card et commercialisée sous le nom SC- 3000. - Ce n'est pas un succès commercial, en raison du grand nombre de consoles déjà sur le marché et à la sortie de la NES de Nintendo le même jour. |        |
| SG-1000 II | juillet 1984                                      | octobre 1985           | 3e         |                                                       | - Version améliorée de la SG -1000 avec des contrôleurs détachables. - Fonctionne avec des Sega Card et des cartouches de jeu vidéo. - Version ordinateur avec un clavier intégré qui ne fonctionne qu'avec des Sega Card. Vendu sous l'appellation SC-3000H. |        |
| Master System | octobre 1985 1986 1987                            | 1989 1992 1996         | 3e         | Total monde : 13–14.8                                 | - Deuxième console de salon majeure de Sega, sortie dans le monde entier. - Initialement sorti au Japon en tant que Sega Mark III (troisième version de la SG-1000), avant d'être remaniée et rebaptisée Master System. - Fonctionne avec des Sega Card et des cartouches. - Version plus petite et moins cher de la console, nommée Master System II et distribuée en 1990. Elle ne fonctionne qu'avec des cartouches ROM et se vend mal. - En compétition avec la NES de Nintendo au Japon et en Amérique du Nord, elle se vend moins bien, mais c'est un succès commercial en Europe. - Toujours en vente au Brésil. |        |
| Mega Drive | 29 octobre 1988 14 août 1989 30 novembre 1990     | 1997,                  | 4e         | 3.58 16.98 8.39 Autre pays : 0.59 Total monde : 29.54 | - Nommée Genesis aux États-Unis. - Troisième console de salon majeure de Sega, après la SG-1000 et la Master System, sortie dans le monde entier. - Fonctionne avec des cartouches. - Un ordinateur avec une Mega Drive intégrée est sorti au Japon sous le nom Sega TeraDrive en 1991. - Une version plus petite et plus légère de la console nommée Mega Drive II (Genesis II aux États-Unis) est commercialisée en 1993. - La Nomad, une version portable de la console qui utilise les mêmes cartouches est sortie en 1995 ; une première version pour une utilisation dans les avions japonais a été nommé Mega Jet. - Le service internet japonais Sega Meganet qui fonctionnait avec le périphérique Mega Modem fournissait des titres en téléchargement et des services exclusifs, démarre en 1990. Il est remplacé par le service Sega Channel en 1993. - Bien que le système a officiellement été abandonné en 1997, des variantes fabriquées par d'autres sociétés tierces ont été commercialisées dans le monde par la suite (2009 pour la version la plus récente). - Surpassée en termes de vente par ses principales concurrentes, la Super Nintendo et la PC-Engine de NEC au Japon, elle a plus de succès dans d'autres régions, comme les États-Unis. |        |
| Game Gear | 6 octobre 1990 26 avril 1991                      | 1996 30 avril 1997     | 4e         | 1.78 5.40 3.23 Autre pays : 0.21 Total monde : 10.62  | - Première console de jeu portable de Sega, sortie dans le monde entier. - Équipée d'un écran couleurs LCD rétroéclairé. - Fonctionne avec des cartouches. - Similaire à la Master System, mais ne peut pas utiliser les cartouches Master System sans un convertisseur. - C'est un succès commercial, même si elle a été moins vendue que sa principale concurrente, la Nintendo Game Boy. |        |
| Mega-CD | 12 décembre 1991 15 octobre 1992 1993             | 1996                   | 4e         | 0.40 Autre pays : 1.84 Total monde : 2.24             | - Accessoire pour la Mega Drive avec sa propre bibliothèque exclusive. - Ajoute le support CD-ROM, ainsi que plus de puissance de traitement. - Une deuxième version nommée le CD Sega 2 est commercialisée en 1993 pour correspondre à la deuxième version de la Mega Drive. - Une combinaison portable de la Mega Drive et du Mega-CD nommée Sega Genesis CDX aux États-Unis et Sega Multi-Mega partout ailleurs est commercialisée en 1994. - Les ventes sont faibles comparées à la Mega Drive. |        |
| Sega Pico | 26 juin 1993 novembre 1994 1994                   | 2005 février 1998 1997 | 4e         | Total monde : 3.41                                    | - Console de jeu vidéo destinée aux jeunes enfants et distribuée dans le monde entier. - Nommée Kids Computer Pico au Japon. - Utilise des cartouches en forme de livre. - Contrôlée via un stylet et une tablette graphique. - Les ventes sont bonnes au Japon, mais faible dans le reste du monde,. |        |
| Sega 32X | 3 décembre 1994 21 novembre 1994 janvier 1995     | 1996                   | 4e         | Total monde : 0.665                                   | - Accessoire pour la Mega Drive avec sa propre vidéothèque exclusive. - Ajoute plus de puissance de traitement et permet le support des jeux 32 bits sur une console 16 bits. - Fonctionne avec des cartouches spécifiques. - Une console combinant le 32X et la Mega Drive nommée Sega Neptune était prévue pour la fin de 1995, mais elle a été retardée puis annulée lorsque la vente du 32X a été interrompue. - Considérée comme un échec commercial. |        |
| Saturn | 22 novembre 1994 11 mai 1995 8 juillet 1995       | 1998                   | 5e         | 5.80 1.83 1.12 Autre pays : 0.07 Total monde : 8.87   | - Quatrième console de salon majeure de Sega. Elle fait partie de la génération des consoles 32-bit. Elle est distribuée dans le monde entier. - Fonctionne avec des CD-ROM. - Sortie simultanément avec le Sega 32X , qui fait aussi fonctionner des jeux 32 bits. - L'accessoire Sega NetLink, sorti en 1996, fournit un accès à Internet et la fonction de jeux multijoueurs ; au Japon, il fonctionne avec le SegaNet. - Une deuxième version de la console baptisée Sega Pluton, avec le NetLink intégré était prévue, mais elle n'est finalement jamais sortie. - Considérée comme un échec commercial, elle s'est nettement moins vendue que ses concurrentes Sony PlayStation et Nintendo 64. |        |
| Dreamcast | 27 novembre 1998 9 septembre 1999 14 octobre 1999 | 30 mars 2001           | 6e         | 2.25 3.90 1.91 Autre pays : 0.14 Total monde : 8.20   | - Cinquième console de salon majeure de Sega. Elle fait partie des Consoles de jeux vidéo de sixième génération. Elle est distribuée dans le monde entier. - Elle fonctionne avec des GD-ROM. - Elle comprend un modem intégré qui pouvait se connecter au service internet SegaNet au Japon et en Amérique du Nord et le service Dreamarena en Europe. - L'accessoire VMU accessoire sert simultanément de carte mémoire, de deuxième écran et de console portable simple. - Considérée comme un échec commercial, elle s'est bien moins vendue que sa principale concurrente, la Sony PlayStation 2 en raison d'un lancement faible au Japon et d'un lecteur de DVD absent. |        |
| Advanced Pico Beena | 6 août 2005                                       | N/A                    | 6e         | Total monde : 0.35                                    | - Console de jeu vidéo destinée aux jeunes enfants et sortie uniquement au Japon. - Successeur de la Sega Pico de 1993. - Fonctionne avec des cartouches en forme de livre. - une version moins chère nommée Beena Lite est commercialisée en 2008. - Toujours en production. |        |
| Sega a vendu entre 62,14 et 63,94 millions de consoles de salon et 14,02 millions de consoles portables, soit un total de plus de 76,16 millions de consoles. |                                                   |                        |            |                                                       | |        |

## Variantes
Des variantes autorisées et non autorisées de consoles Sega ont été produites par des sociétés tierces. Au Brésil, Tectoy a créé et commercialisé la Master System 3 Compact, qui peut fonctionner sans fil avec un émetteur RF. Une variante de cette console destinée à un public féminin, la Master System Girl, a été moulée dans un plastique rose vif. Une version plus récente, commercialisée en 2006 au Brésil sous l’appellation Master System 3 Collection, contient 120 jeux intégrés. Une autre variante de la Master System, construite comme une console de jeu portable est commercialisée par Coleco en Amérique du Nord en 2006.
Le Mega Drive a été la première console Sega à être également construite par des sociétés tierces. Ses premières variantes sont commercialisées avant les variantes de la Master System, même si la Mega Drive a été lancée trois ans après la Master System. Travaillant avec Sega of Japan, JVC a sorti au Japon le 1er avril 1992, le Wondermega, une combinaison de la Mega Drive et du Sega CD avec système audio de haute qualité. Le système a ensuite été redessiné par JVC et commercialisé comme le X'Eye en Amérique du Nord en septembre 1994. Le Pioneer LaserActive add-on pack, développé par Sega, permet au système de faire fonctionner des jeux Mega Drive et Sega CD. Aiwa a publié la CDD-GM1, une combinaison Genesis / Sega CD intégrée dans une radio-cassette. Plusieurs entreprises ont également ajouté la Mega Drive à des ordinateurs personnels, imitant la conception du TeraDrive de Sega; ceux-ci comprennent les modèles MSX AX-330 et AX-990 distribués au Koweït et au Yémen, et l'Amstrad Mega PC distribué en Europe et en Australie. Après l’abandon de la Mega Drive, Majesco Entertainment a commercialisé une version économique de la console, la Mega Drive 3 en Amérique du Nord en 1998. Majesco a également sorti en août 1999 une version budget de la Sega Pico en Amérique du Nord.
Au Brésil, où la Mega Drive n'a jamais cessé sa production, Tectoy a publié une version portable de la console avec vingt jeux intégrés le 5 décembre 2007. Une autre variante Tectoy de la console appelée Mega Drive Guitar Idol, sortie en 2009 au Brésil, comprend deux joypads de six boutons et un contrôleur guitare avec cinq boutons frettes. Cette même année, AtGames commence à produire deux nouvelles variantes de la Mega Drive en Amérique du Nord et en Europe : la Firecore, qui peut utiliser des cartouches Mega drive ainsi que des jeux préchargés ; et une console portable, la Sega Zone, préchargée avec 20 jeux Mega Drive. Des sociétés telles que Radica Games (en) ont publié des compilations de jeux Mega Drive dans des packs plug -and-play ressemblant à la manette de jeu et se connectant directement à un écran.